# Ratpenats pescadors
Els ratpenats pescadors (Noctilionidae) són una família de ratpenats amb només dues espècies que viuen a l'àrea còmpresa entre el nord de Mèxic i el nord de l'Argentina i el sud de Paraguai.

## Descripció
- Pelatge de color taronja o marró.
- Fan entre 7 i 14 cm.
- Potes relativament llargues.

## Dieta
Ambdues espècies mengen insectes, i el ratpenat pescador gros també pesca i menja petits peixos.

## Taxonomia
- Gènere Noctilio[2]
  - Subgènere Noctilio
    - Ratpenat pescador gros (Noctilio leporinus)

  - Subgènere Dirias
    - Ratpenat pescador petit (Noctilio albiventris)